# Tremp
Tremp község Spanyolországban, Lleida tartományban. Tremp El Pont de Suert, Conca de Dalt, Salàs de Pallars, Talarn, Castell de Mur, Sant Esteve de la Sarga, Isona i Conca Dellà, Gavet de la Conca, Puente de Montañana, Arén és Sopeira községekkel határos. Lakosainak száma 6015 fő (2024).

## Népesség
A település népessége az utóbbi években az alábbiak szerint változott:
| Lakosok száma | 2263 | 6368 | 6289 | 6575 | 6481 | 5570 | 6228 | 6305 | 5844 | 6015 |
|               | 1717 | 1887 | 1936 | 1960 | 1986 | 2004 | 2009 | 2014 | 2019 | 2024 |